# Paria d'Inghilterra
Pari d'Inghilterra è un titolo nobiliare conferito nel Regno d'Inghilterra, cioè fino all'Atto d'Unione del 1707. Dopo quell'anno i titoli di pari d'Inghilterra e di pari di Scozia vennero sostituiti dal titolo di pari della Gran Bretagna. Nel 1801 quest'ultimo venne sostituito a sua volta dal titolo di pari del Regno Unito.
Fino all'approvazione del House of Lords Act del 1999, tutti i pari d'Inghilterra avevano diritto ad accedere alla Camera dei lord.
I pari d'Inghilterra comprendono i titoli di duca, marchese (marquess), conte (earl), visconte e barone. Mentre i titoli nobiliari più recenti discendono seguendo la linea maschile, gran parte di quelli più antichi (in particolare le antiche baronie) seguono anche la linea femminile. Secondo la legge ereditaria inglese, tutte le figlie sono co-eredi, ma un titolo nobiliare non può essere suddiviso, cosicché molti titoli nobiliari antichi sono di fatto sospesi in uno stato che in inglese viene chiamato abeyance. 
Nella tabella seguente sono indicati tutti i titoli attualmente attivi della Parìa d'Inghilterra e ogni pari è indicato citando solo il titolo di rango superiore, indicando eventuali altri titoli compresi in altre tipologie di pari.

## Duchi
| Titolo              | Creazione                                                            | Altri titoli                                                               |
| ------------------- | -------------------------------------------------------------------- | -------------------------------------------------------------------------- |
| Duca di Cornovaglia | 1337 conferito al figlio maggiore del sovrano fino alla maggiore età | Duca di Rothesay nei pari di Scozia.                                       |
| Duca di Lancaster   | 1351 conferito al monarca                                            |                                                                            |
| Duca di Norfolk     | 1483 Primo duca d'Inghilterra                                        |                                                                            |
| Duca di Somerset    | 1547                                                                 |                                                                            |
| Duca di Richmond    | 1675                                                                 | Duca di Lennox nei pari di Scozia; Duca di Gordon nei pari del Regno Unito |
| Duca di Grafton     | 1675                                                                 |                                                                            |
| Duca di Beaufort    | 1682                                                                 |                                                                            |
| Duca di St. Albans  | 1684                                                                 |                                                                            |
| Duca di Bedford     | 1694                                                                 |                                                                            |
| Duca di Devonshire  | 1694                                                                 |                                                                            |
| Duca di Marlborough | 1702 conferito a John Churchill, I duca di Marlborough               |                                                                            |
| Duca di Rutland     | 1703                                                                 |                                                                            |

## Marchesi
| Titolo                 | Creazione | Altri titoli |
| ---------------------- | --------- | ------------ |
| Marchese di Pembroke   | 1532      |              |
| Marchese di Winchester | 1551      |              |

## Conti
| Titolo                              | Creazione  | Altri titoli                                                                   |
| ----------------------------------- | ---------- | ------------------------------------------------------------------------------ |
| Conte di Shrewsbury                 | 1442       | Conte Talbot nei pari di Gran Bretagna; Conte di Waterford nei pari di Irlanda |
| Conte di Derby                      | 1485       |                                                                                |
| Conte di Huntingdon                 | 1529       |                                                                                |
| Conte di Pembroke e di Montgomery   | 1551; 1605 |                                                                                |
| Conte di Devon                      | 1553       |                                                                                |
| Conte di Leicester                  | 1564       |                                                                                |
| Conte di Lincoln                    | 1572       |                                                                                |
| Conte di Suffolk e di Berkshire     | 1603; 1626 |                                                                                |
| Conte di Exeter                     | 1605       | Marchese di Exeter nei pari del Regno Unito                                    |
| Conte di Salisbury                  | 1605       | Marchese di Salisbury nei pari di Gran Bretagna                                |
| Conte di Northampton                | 1618       | Marchese di Northampton nei pari del Regno Unito                               |
| Conte di Denbigh                    | 1622       | Conte di Desmond nei pari d'Irlanda                                            |
| Conte di Westmorland                | 1624       |                                                                                |
| Conte di Manchester                 | 1626       | Duca di Manchester tra i pari di Gran Bretagna                                 |
| Conte di Chesterfield               | 1628       |                                                                                |
| Conte di Rochester                  | 1652       | Visconte Wilmot tra i pari d'Inghilterra                                       |
| Conte di Lindsey e di Abingdon      | 1626; 1682 |                                                                                |
| Conte di Winchilsea e di Nottingham | 1628; 1681 |                                                                                |
| Conte di Sandwich                   | 1660       |                                                                                |
| Conte di Essex                      | 1661       |                                                                                |
| Conte di Cardigan                   | 1661       | Marchese di Ailesbury tra i pari del Regno Unito                               |
| Conte di Carlisle                   | 1661       |                                                                                |
| Conte di Doncaster                  | 1663       | Duca di Buccleuch e Queensberry nei pari di Scozia                             |
| Conte di Shaftesbury                | 1672       |                                                                                |
| Conte di Portland                   | 1689       |                                                                                |
| Conte di Scarbrough                 | 1690       |                                                                                |
| Conte di Albemarle                  | 1697       |                                                                                |
| Conte di Coventry                   | 1697       |                                                                                |
| Conte di Jersey                     | 1697       |                                                                                |
| Conte di Grantham                   | 1698       |                                                                                |
| Conte di Cholmondeley               | 1706       | Marchese di Cholmondeley nei pari del Regno Unito                              |

## Visconti
| Titolo             | Creazione | Altri titoli                                 |
| ------------------ | --------- | -------------------------------------------- |
| Visconte Hereford  | 1550      |                                              |
| Visconte Townshend | 1682      | Marchese Townshend nei pari di Gran Bretagna |
| Visconte Weymouth  | 1682      | Marchese di Bath nei pari di Gran Bretagna   |

## Baroni e baronesse
| Titolo                                  | Creazione                       | Altri titoli                                                                                |
| --------------------------------------- | ------------------------------- | ------------------------------------------------------------------------------------------- |
| Barone de Ros                           | 1264 Primo barone d'Inghilterra |                                                                                             |
| Barone le Despencer                     | 1264                            | Visconte Falmouth nei pari di Gran Bretagna                                                 |
| Barone Mowbray, Segrave e Stourton      | 1283; 1295; 1448                |                                                                                             |
| Barone Grey de Wilton                   | 1295                            |                                                                                             |
| Barone Hastings                         | 1295                            |                                                                                             |
| Barone Fitz-Warin                       | 1295                            |                                                                                             |
| Barone Clinton                          | 1299                            |                                                                                             |
| Barone De La Warr                       | 1299                            | Conte De La Warr nei pari di Gran Bretagna                                                  |
| Barone de Clifford                      | 1299                            |                                                                                             |
| Barone Percy                            | 1299                            |                                                                                             |
| Barone Strange, Hungerford e de Moleyns | 1299; 1426; 1445                | Visconte St Davids nei pari di Gran Bretagna                                                |
| Barone Zouche                           | 1308                            |                                                                                             |
| Baronessa Willoughby de Eresby          | 1313                            |                                                                                             |
| Barone Strabolgi                        | 1318                            |                                                                                             |
| Baronessa Dacre                         | 1321                            |                                                                                             |
| Baronessa Grey de Ruthyn                | 1324                            |                                                                                             |
| Baronessa Darcy de Knayth               | 1332                            |                                                                                             |
| Barone Cromwell                         | 1375                            |                                                                                             |
| Barone Camoys                           | 1383                            |                                                                                             |
| Barone Grey of Codnor                   | 1397                            |                                                                                             |
| Barone Berkeley                         | 1421                            | Lord Gueterbock a vita nei pari del Regno Unito                                             |
| Barone Latymer                          | 1432                            |                                                                                             |
| Barone Dudley                           | 1440                            |                                                                                             |
| Barone Saye e Sele                      | 1447                            |                                                                                             |
| Baronessa Berners                       | 1455                            |                                                                                             |
| Barone Herbert                          | 1461                            |                                                                                             |
| Barone Willoughby de Broke              | 1491                            |                                                                                             |
| Barone Vaux di Harrowden                | 1523                            |                                                                                             |
| Baronessa Braye                         | 1529                            |                                                                                             |
| Barone Windsor                          | 1529                            | Conte di Plymouth nei pari del Regno Unito                                                  |
| Barone Burgh                            | 1529                            |                                                                                             |
| Barone Wharton                          | 1544                            |                                                                                             |
| Barone Howard di Effingham              | 1554                            | Conte di Effingham nei pari del Regno Unito                                                 |
| Barone St John di Bletso                | 1559                            |                                                                                             |
| Baronessa Howard de Walden              | 1597                            |                                                                                             |
| Barone Petre                            | 1603                            |                                                                                             |
| Barone Clifton                          | 1608                            | Conte di Darnley nei pari di Irlanda                                                        |
| Barone Dormer                           | 1615                            |                                                                                             |
| Barone Teynham                          | 1616                            |                                                                                             |
| Barone Brooke                           | 1621                            | Conte Brooke and di Warwick nei pari di Gran Bretagna                                       |
| Barone Craven                           | 1626                            | Conte di Craven nei pari di Gran Bretagna                                                   |
| Barone Strange                          | 1628                            |                                                                                             |
| Barone Stafford                         | 1640                            |                                                                                             |
| Barone Byron                            | 1643                            |                                                                                             |
| Barone Ward                             | 1644                            | Conte di Dudley nei pari del Regno Unito                                                    |
| Barone Lucas di Crudwell                | 1663                            | Lord Dingwall nei pari di Scozia                                                            |
| Baronessa Arlington                     | 1665                            |                                                                                             |
| Barone Clifford of Chudleigh            | 1672                            |                                                                                             |
| Barone Guilford                         | 1683                            | Conte di Guilford nei pari di Gran Bretagna                                                 |
| Barone Waldegrave                       | 1683                            | Conte Waldegrave nei pari di Gran Bretagna                                                  |
| Barone Barnard                          | 1698                            |                                                                                             |
| Barone Guernsey                         | 1703                            | Conte di Aylesford nei pari di Gran Bretagna                                                |
| Barone Gower                            | 1703                            | Duca di Sutherland nei pari del Regno Unito; Marchese di Stafford nei pari di Gran Bretagna |
| Barone Conway                           | 1703                            | Marchese di Hertford nei pari di Gran Bretagna                                              |
| Barone Hervey                           | 1703                            | Marchese di Bristol nei pari del Regno Unito; Conte di Bristol nei pari di Gran Bretagna    |